# 木俣昌久
木俣 昌久（きまた よしひさ、1961年〈昭和39年〉6月2日 - ）は、日本の運輸・国土交通技官。

## 来歴
愛知県蒲郡市出身。1985年（昭和60年）、気象大学校を卒業し、和歌山地方気象台、名古屋地方気象台、静岡地方気象台、関西航空地方気象台などで観測・予報業務に従事した。その後、気象庁観測部などでの勤務を経て、2014年（平成26年）4月1日、気象庁総務部企画課防災企画室長に就任。気象庁における防災業務の中核を担った。その後、観測部観測課長、同部計画課長、予報部業務課長などを歴任。
2020年（令和2年）4月1日、大阪管区気象台長に就任。
2021年（令和3年）1月5日、気象防災監に就任。2022年（令和4年）に発生したトンガ沖の大規模噴火の際には津波のメカニズム分析の取りまとめにあたった。
2022年（令和4年）3月31日、定年退職。同年6月23日、マルホ建材店取締役に就任。